# Gilbert Burnet

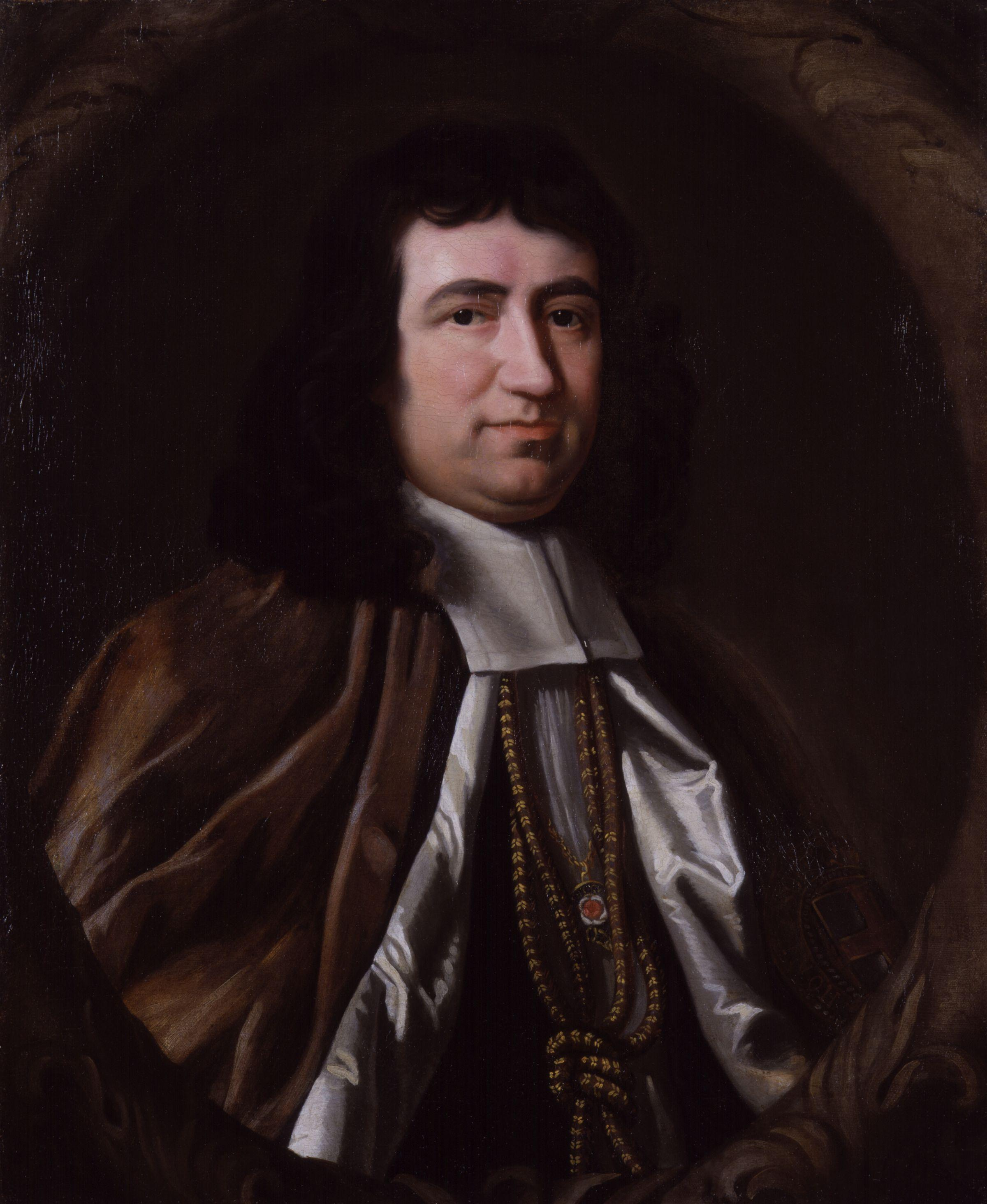
Porträt Gilbert Burnets von John Riley, um 1689–91

Gilbert Burnet, auch Gilbert Burnett (* 18. September 1643 in Edinburgh; † 17. März 1715 in Clerkenwell, London) war ein englischer Prälat, Staatsmann und Historiker schottischer Abstammung. Von 1689 bis zu seinem Tod amtierte er als Bischof von Salisbury.

## Leben
Gilbert Burnet stammte aus einem streng royalistischen Haus. Sein Vater war Gegner des extremen Presbyterianismus der schottischen Covenanters, während der Bruder seiner Mutter, Archibald Johnston, ein Führer dieser Partei war. So wuchs Burnet zwischen diesen beiden Gegensätzen auf, und in ihm entwickelte sich eine nach Ausgleichung der beiden strebende Gesinnung, die sein ganzes späteres Handeln leitete. Damit vertrat er die theologische Richtung des Latitudinarismus.
Burnet studierte Jurisprudenz, dann Theologie, bereiste 1664 Holland und wurde 1665 Pfarrer zu East Saltoun in Schottland. Seine Gespräche zwischen einem Konformisten und Nonkonformisten (Conference between a Conformist and a Nonconformist, in seven dialogues, 1669) führten ihn in den Kampf der religiösen Parteien. 1669 als Professor der Theologie nach Glasgow berufen, verteidigte er gemäß seiner kirchlichen Linie das Ansehen der Bischöfe gegen die Presbyterianer und die Duldung der Dissenters gegen die Episkopalen, machte sich aber durch seine toleranten Grundsätze bei beiden Parteien missliebig. Zwar gewann er die Gunst König Karls II., der ihn 1673 unter seine königliche Kapläne aufnahm; doch als er gegen die katholisierenden Tendenzen des Hofs offen auftrat, wurde er 1674 wieder von der Liste der königlichen Kapläne gestrichen. Wegen seines Latitudinarismus zerstritt er sich mit dem Statthalter Schottlands Lauderdale. 1674 legte er sein Lehramt in Glasgow nieder; er musste Schottland verlassen und 1675 in London eine untergeordnete Stelle als Kaplan an der Roll’s Chapel suchen, die er bis 1684 ausübte. Sein Versuch, Lauderdale durch Anklage im Parlament zu stürzen, schlug gegen ihn selbst aus.
Seine Mittelstellung zwischen den protestantischen Parteien brachte Burnet wieder in gute Beziehungen zu König Karl II., der in dieser Zeit ebenfalls eine neutrale Haltung zu behaupten suchte. Jedoch erwarb er sich als entschiedener Gegner des Katholizismus einen Namen. Die History of the Reformation of the Church of England (3 Bde., London 1679–1714; neue Ausgabe von N. Pocock, 7 Bde., Oxford 1865, und 1 Bd, 1873), deren ersten Band er damals herausgab und für die ihm der Dank des Parlaments ausgesprochen wurde, gehört zu den größten literarischen Erscheinungen der antipäpstlichen Richtung.

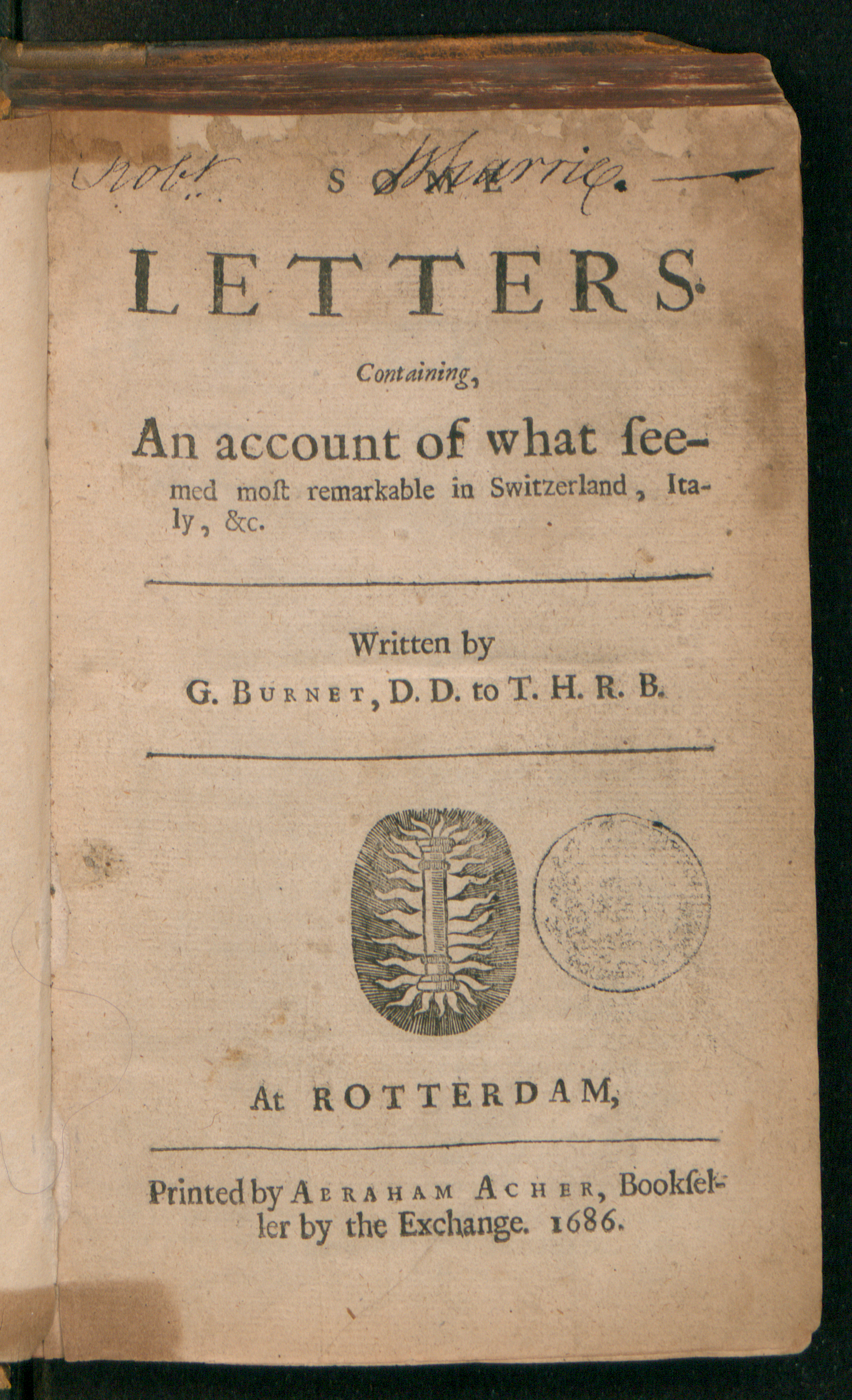
Some letters containing an account of what seemed most remarkable in Switzerland, Italy, 1686

Daher zerfiel Burnet mit Jakob II., als dieser 1685 den Thron bestieg, weil der neue Herrscher die Wiederherstellung des Katholizismus als oberstes Ziel seiner Regierung betrieb. Burnet hatte früher die Sukzessionsrechte Jakobs öffentlich bestritten und verließ nun, da er die Ungnade des Königs befürchtete, England. Er bereiste mehrere Jahre den Kontinent, besuchte Frankreich und Italien und wurde in Rom von Innozenz XI. mit Auszeichnung behandelt. Seine unverhohlene Missbilligung der Kirchenbräuche zog ihm aber plötzliche Ausweisungen aus den päpstlichen Staaten zu. Burnet reiste dann durch die Schweiz und durch Deutschland, wo er am Sitz des Reichstag in Regensburg den von König Jakob II. entsandten englischen Botschafter George Etherege als seinen größten Feind hatte.
Schließlich kam Burnet nach Den Haag an den Hof Wilhelms von Oranien, dessen vertrauter Rat er wurde. Wilhelm erkannte nämlich in Burnet ein vortreffliches Werkzeug zur Förderung seiner Absichten auf die englische Krone. Während der Statthalter Heer und Flotte rüstete und die Generalstaaten und Kabinette für sein Unternehmen bearbeitete, bereitete ihm Burnet durch seine beredten Flugschriften den Sieg in der öffentlichen Meinung vor. Auch förderte er Wilhelms Pläne in England durch seine vielen Verbindungen dorthin und war der Ansprechpartner für alle mit den Stuarts unzufriedenen Engländer. Deshalb in England des Hochverrats angeklagt, entzog er sich dem Urteilsspruch der dortigen Gerichte, indem er sich in Holland naturalisieren ließ.
Als Holländer konnte er sich nun umso offener als Anhänger des Prinzen von Oranien zeigen. In Wilhelms Auftrag verfasste er das Manifest, in dem alle Beschwerden der Engländer gegen Jakob II. aufgezählt waren und Wilhelm als Anwalt des Volks angekündigt wurde, der kommen würde, um ein freies Parlament zu berufen, für die Freiheit und Sicherheit der Nation zu sorgen und die rechtmäßige Geburt des Prince of Wales (Jakob III.) zu untersuchen. Wilhelm landete im November 1688 bei Torbay an der Westküste Englands, wobei Burnet in seinem Gefolge war. Jakob II. floh nach Frankreich, der Prinz von Oranien avancierte hingegen als Wilhelm III. zum neuen englischen König. Auf dessen Wunsch wurde Burnet nun 1689 Bischof von Salisbury.
Durch seine Tätigkeit im Kirchenamt und im Parlament sowie als Freund der Königin Maria II. gehörte Burnet zu den einflussreichsten Persönlichkeiten Großbritanniens. Als er aber in einem Hirtenbrief die Herrschaft des Prinzen von Oranien auf das Recht der Eroberung zu gründen wagte, wurde dieser auf Befehl des Parlaments durch Henkershand verbrannt. Dennoch wählte ihn der König 1699 zum Erzieher des Herzogs Wilhelm von Gloucester, des mutmaßliche Thronerben, der aber bereits im Juli 1700 früh starb.
Die Reaktion der Tories zu Beginn der Regierung Annes, die sich auch in der Opposition des niederen Klerus gegen den Latitudinarismus der Bischöfe zeigte, trieb Burnet dann immer mehr zu seinen bisherigen Widersachern, den Whigs, was bei der neuen Erhebung der Tories unter Harley und Bolingbroke (1710 ff.) wieder zu seinem Nachteil ausschlug.
Burnet verwendete sein Einkommen meist für wohltätige Zwecke, wobei er keinen Unterschied der Nation, Sekte oder Partei machte. Er verbesserte die Pfründen armer Landpfarrer, unterstützte Witwen und notdürftige Studenten, zahlte ansehnliche Beiträge zur Erbauung von Kirchen und Pfarrhäusern und stiftete in Salisbury eine Armenschule für 50 Kinder, die er aus eigenen Mitteln erhielt. Als er am 17. März 1715 im Alter von 71 Jahren in St. John’s Court in Clerkenwell (London) starb, reichte der Nachlass aus seinen bischöflichen Einkünften gerade aus, um seine Schulden zu bezahlen.
Seine History of his own time, die von seinem Sohn Thomas herausgegeben wurde (2 Bde., London 1723–34; neue Ausgabe mit den in der ersten unterdrückten Stellen und Anmerkungen, 6 Bde., Oxford 1823, 1833 wiederholt, Hrsg. Martin Routh; 1902, hrsg. von Foxcroft), ermangelt zwar oft der objektiven Behandlung, ist aber eine bedeutende Quelle für die Zeitgeschichte. Seine kleineren historischen, politischen und theologischen Schriften sind zahlreich. Er verfasse außer den erwähnten Werken u. a. noch A vindication of the authority, constitution and laws of the state and church of Scotland (1673), eine Beschreibung seiner Reise durch die Schweiz und Italien (1687) und Exposition of the 39 Articles of the Church of England (1699).